# ペッパーズ・ゴースト

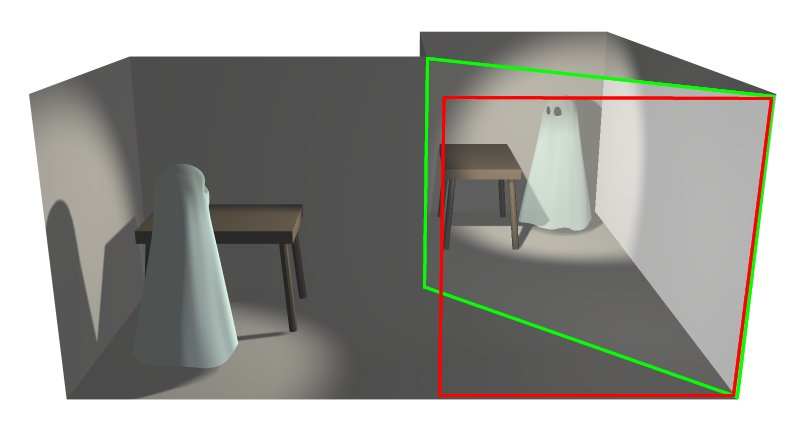
赤い枠を通して舞台を見ている観客には、テーブルの横に「幽霊」が見えている。この「幽霊」は、観客から隠された舞台にいる実体を、緑の枠に置かれた板ガラスが反射したものである。

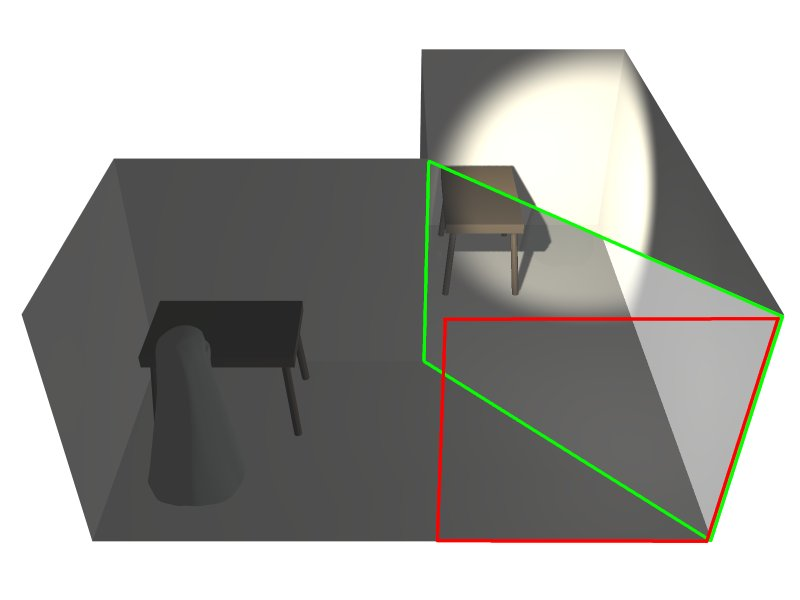
隠された舞台が暗いと、板ガラスはなにも反射せず、 「幽霊」のいない舞台が見える。

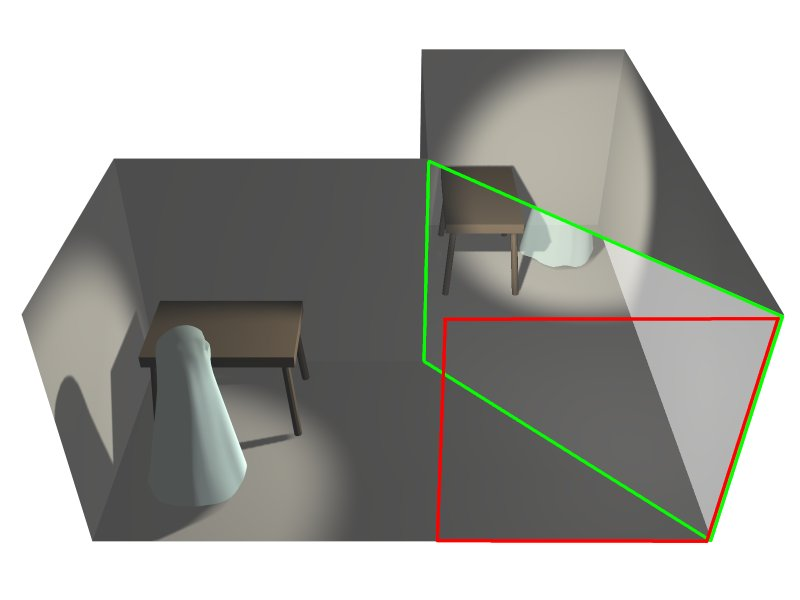
隠された舞台の「幽霊」にスポットライトが当たると、「幽霊」が出現する。

ペッパーズ・ゴースト（英語：Pepper's ghost）は、劇場などで使用される視覚トリックである。板ガラスと特殊な照明技術により、実像と板ガラスに写った「幽霊」を重ねて見せることで、効果を発揮する。実像と「幽霊」はぶつかることなく交差し、照明の調整により「幽霊｣を登場させたり消したりすることができる。イギリスの王立科学技術会館（Royal Polytechnic Institution、現在はウェストミンスター大学（University of Westminster））の講師（のちに館長）であったジョン・ペッパー（John Pepper）に由来する。

## 仕掛け
観客から見えている舞台のほかに、もうひとつの隠された舞台が用意される。隠された舞台の壁、床、天井は光を反射しないよう黒く塗られている。観客と舞台のあいだに45度の角度で板ガラスが設置されており、隠された舞台が暗いときには、板ガラスを通して本来の舞台のみが見えている。ここで、隠された舞台にいる「幽霊」にスポットライトを当てると、板ガラスに反射して観客に見えるようになる。板ガラスの存在に気付いていない観客には、舞台に突然「幽霊」が登場したように見えるのである。
この仕掛けを利用している施設としては、ディズニーのテーマパークにあるホーンテッドマンション（Haunted Mansion）、ファントムマナー（Phantom Manor）が有名である。

## ダークスとペッパー
この仕掛けを最初に考案したのは、ヘンリー・ダークス（Henry Dircks）で、発明者の名前をとって「ダークスのファンタスマゴリア」（Dircksian Phantasmagoria）と名付けられた。1862年に、ダークスは王立科学技術会館（Royal Polytechnic Institution）で展示を行い、これを見たのがペッパーであった。
ダークスの展示を見たペッパーは、仕掛けを改良し、1862年のクリスマス・イヴに興行を行った。チャールズ・ディッケンズ原作の『憑かれた男』（「クリスマス・ブックス」の第5作）の舞台である。この興行は好評を博し、翌年、ペッパーとダークスの連名で特許を取得する。やがて、「ダークスのファンタスマゴリア」は「ペッパーズ・ゴースト」として大流行することとなった。